# Palaiosofos
Palaiosofos (in greco Παλαιόσοφος?; in turco Malatya) è un piccolo villaggio di Cipro, situato a sud-est di Lapithos. È sotto il controllo de facto di Cipro del Nord, dove appartiene al distretto di Girne, mentre de iure appartiene al distretto di Kyrenia della Repubblica di Cipro. Questo piccolo villaggio è sempre stato abitato esclusivamente da greco-ciprioti. 
La sua popolazione nel 2011 era di 180 abitanti.

## Geografia fisica
il villaggio è situato sulle pendici settentrionali della parte occidentale della catena del Pentadaktylos, a solo un chilometro e mezzo a sud-est di Karavas/Alsancak e a cinque chilometri a ovest della città di Kyrenia.

## Origini del nome
Goodwin suggerisce che Palaiosofos potrebbe significare "uomo vecchio (paleo) e saggio (sophos)" in greco. Nel 1975 il nome del villaggio è stato cambiato in Malatya dai turco-ciprioti, dal nome turco di un villaggio (Meladeia) nel distretto di Paphos da cui proviene la maggior parte degli attuali abitanti del villaggio.

## Società

### Evoluzione demografica
Il villaggio è stato quasi sempre abitato esclusivamente da greco-ciprioti. Durante la prima metà del XX secolo la popolazione ha registrato un aumento costante, passando da 110 abitanti nel 1901 a 148 nel 1931. Tuttavia, per ragioni non chiare, la popolazione è scesa a 139 persone nel 1946 ed è aumentata nuovamente a 151 nel 1960.
Tutti gli abitanti del villaggio sono stati sfollati tra il 20 e il 22 luglio 1974. Attualmente, come il resto dei greco-ciprioti sfollati, i greco-ciprioti di Palaiosofos sono sparsi in tutto il sud dell'isola. La popolazione sfollata di Palaiosofos può essere stimata in circa 150 persone, dato che la popolazione greco-cipriota era di 148 persone nel 1973.
Dopo lo sfollamento degli abitanti greco-ciprioti del villaggio nel 1974, il villaggio è stato ripopolato da sfollati turco-ciprioti provenienti da varie parti di Paphos, ma in particolare dal villaggio di Meledhia/Malatya. Attualmente vi abitano anche persone originarie della Turchia, mentre negli ultimi vent'anni molti cittadini europei e ricchi turco-ciprioti provenienti da altre zone del nord dell'isola hanno acquistato proprietà e costruito case estive. Secondo il censimento del 2006, la popolazione de jure dei due villaggi (Motides e Palaiosofos o Malatya/İncesu) è di 150 persone, ma durante le vacanze questo numero può arrivare a oltre 250 abitanti. 
Negli anni '80 si è fuso con il vicino piccolo villaggio di Motides (Incesu in Turco) e da allora i due villaggi vengono contati insieme durante i censimenti.